# Park Narodowy Complejo Volcánico Doña Juana Cascabel
Park Narodowy Complejo Volcánico Doña Juana Cascabel (hiszp. Parque nacional natural Complejo Volcánico Doña Juana Cascabel) – park narodowy w południowej części Kolumbii położony w departamentach Cauca, Nariño i Putumayo. Został utworzony 21 marca 2007 roku i zajmuje obszar 658,35 km².

## Opis

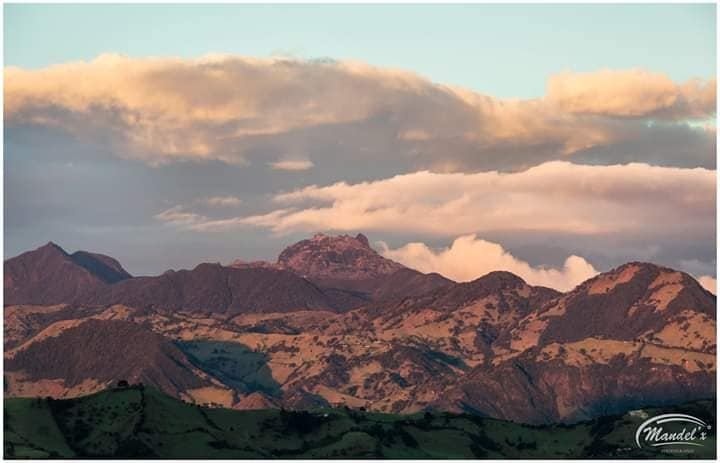
Wulkan Petacas

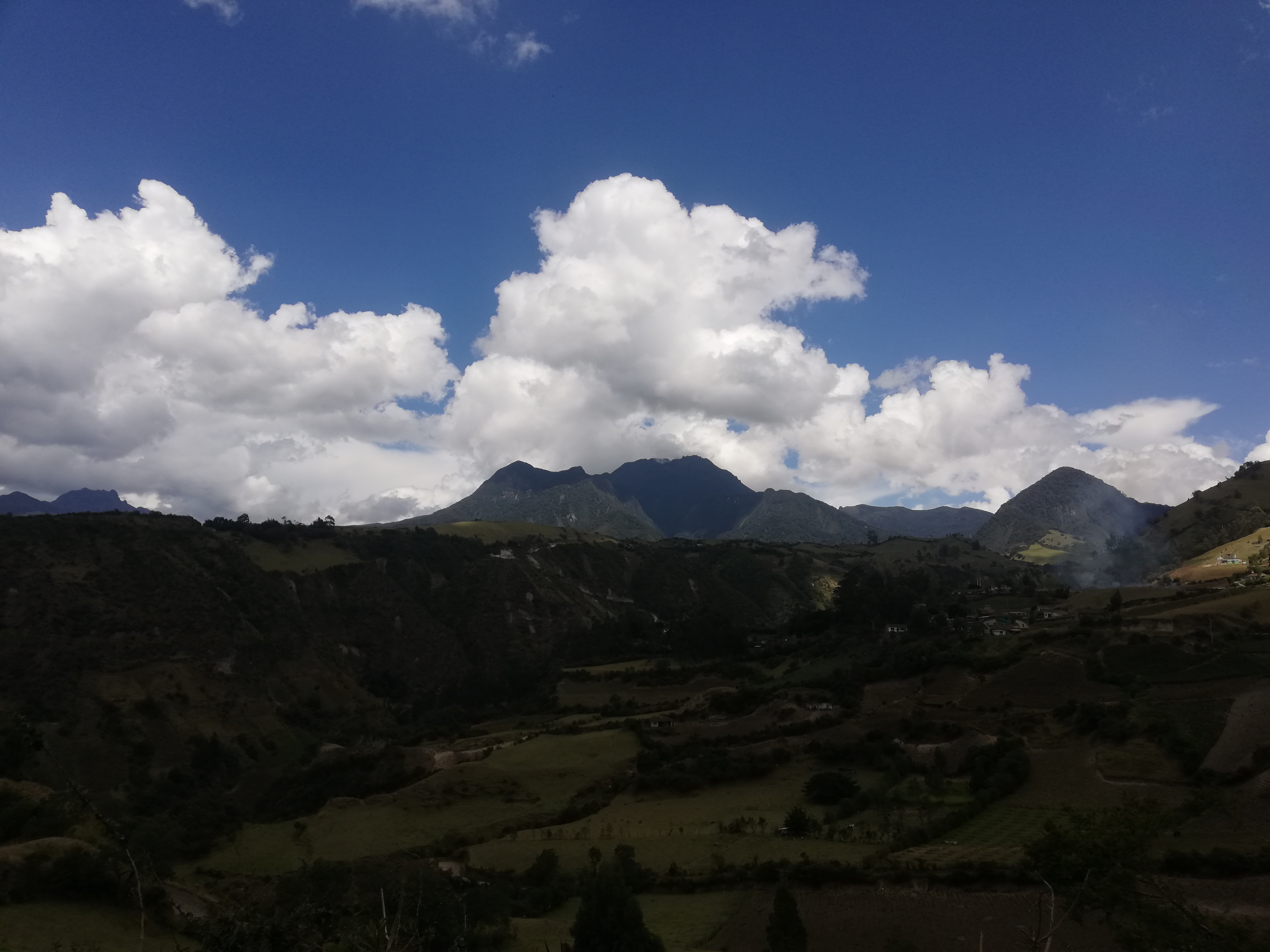
Wulkan Ánimas

Park znajduje się w południowej części Macizo Colombiano (Nudo de Almaguer), na północ od Nudo de los Pastos. Jest to miejsce, gdzie Andy dzielą się na trzy łańcuchy górskie: Kordylierę Zachodnią, Kordylierę Środkową i Kordylierę Wschodnią. Park obejmuje m.in. wulkany Doña Juana (4150 m n.p.m.), Ánimas (4200 m) oraz Petacas (3576 m) i znajduje się na wysokościach od 1100 do 4300 m n.p.m. Jego południową granicę stanowi rzeka Cascabel (dopływ rzeki Caquetá). Znajduje się tu duża liczba jezior lodowcowych. Zachodnia część parku to dorzecze rzeki Patía i obejmuje zbocza gór opadające w stronę Oceanu Spokojnego. Wschodnia część parku opada w stronę Niziny Amazonki i stanowi dorzecze rzeki Caquetá.
Niżej położoną część parku pokrywa tropikalny wilgotny las górski. Wyżej występuje paramo (36,11% powierzchni parku).
Średnia roczna temperatura w parku wynosi w zależności od wysokości od +10 °C do +17 °C.

## Flora
W parku odnotowano 478 gatunków roślin. Rosną tu narażona na wyginięcie (VU) Puya cuatrecasasii, a także m.in.: Espeletia pycnophylla, Cortaderia nitida, Pernettya prostrata, Epidendrum torquatum, Disterigma codonanthum, Neurolepis acuminatissima, Diplostephium cayambense, Gentianella dacrydioides, Calamagrostis recta, Hypochaeris sessiliflora, Agrostis foliata, Calamagrostis guamanensis.

## Fauna
W parku zarejestrowano 30 gatunków ssaków i 471 gatunków ptaków.
Ssaki to zagrożony wyginięciem (EN) tapir górski, narażone na wyginięcie (VU) andoniedźwiedź okularowy, ocelot tygrysi i wełniak brunatny, a także m.in.: jaguar amerykański, puma płowa, pudu północny.
Ptaki występujące w parku to zagrożony wyginięciem (EN) andowik, narażone na wyginięcie (VU) ara zielona, kacykarz i kondor wielki, a także m.in.: owocojad malutki, andotukan niebieski, cynamonka, rożeniec żółtodzioby, sterniczka jamajska, złotopiórka, kusaczka rdzawo-szara, perkoz złotoczuby.
Z płazów i gadów w parku żyją zagrożony wyginięciem (EN) Hyloscirtus tigrinus, narażony na wyginięcie (VU) Nymphargus garciae, a także m.in.: Pristimantis epacrus, Pristimantis leptolophus, Pristimantis boulengeri i 46 gatunków węży, głównie jadowitych z rodzin żmijowate i zdradnicowate oraz niejadowitych z rodziny połozowate.